# セイドゥ・ディアラ
セイドゥ・ディアラ（Seydou Diarra、1968年4月16日 - ）は、コートジボワールのアジャメ 出身の元サッカー選手、ゴールキーパー。
1996年から2001年にかけて、国内リーグでは強豪のASECミモザに在籍し、1996年から1999年にかけてはコートジボワール代表として、通算12試合に出場した。
ディアラは、アフリカネイションズカップ1998の予選トーナメントに際して、コートジボワール代表の一員に指名された。